# Torre del Campo (kommunhuvudort)
Torre del Campo är en kommunhuvudort i Spanien.   Den ligger i provinsen Provincia de Jaén och regionen Andalusien, i den södra delen av landet, 290 km söder om huvudstaden Madrid. Torre del Campo ligger 645 meter över havet och antalet invånare är 14 627.
Terrängen runt Torre del Campo är huvudsakligen kuperad, men norrut är den platt. Runt Torre del Campo är det ganska tätbefolkat, med 78 invånare per kvadratkilometer. Närmaste större samhälle är Jaén, 9,4 km öster om Torre del Campo. Trakten runt Torre del Campo består till största delen av jordbruksmark.